# Биллингем, Джек
Джон Юджин Биллингем (англ. John Eugene Billingham, 21 февраля 1943, Орландо, Флорида) — американский бейсболист и тренер. Играл на позиции питчера. Выступал в Главной лиге бейсбола с 1968 по 1980 год. Большую часть карьеры провёл в составе «Цинциннати Редс», член клубного Зала славы. Победитель Мировой серии 1975 и 1976 годов. Участник Матча всех звёзд лиги 1973 года.

## Биография

### Ранние годы и начало карьеры
Джон Юджин Биллингем родился 21 февраля 1943 года в Орландо. Один из трёх детей в семье. Его детство прошло в городе Уинтер-Парк, где его отец руководил станцией техобслуживания компании Standard Oil. Там же Биллингем окончил школу и летом 1961 года подписал контракт с клубом «Лос-Анджелес Доджерс».
В течение семи лет Биллингем играл за фарм-команды системы «Доджерс», пройдя все ступени от D-лиги до AAA-лиги. В 1964 году он думал о завершении карьеры, но продолжил играть после повышения заработной платы. На последнем уровне фарм-системы он играл в составе команды «Спокан Индианс» в качестве реливера. В 1966 году Биллингем сыграл в 50 матчах с пропускаемостью 3,82, в 1967 году он провёл 51 матч с ERA 3,00. В периоды межсезонья он работал водителем грузовика во Флориде. 
Весной 1968 года Биллингем получил место в основном составе «Доджерс». В регулярном чемпионате он сыграл в 50 матчах, одержав три победы при показателе пропускаемости 2,14. Несмотря на хороший сезон, осенью клуб не стал включать Биллингема в список защищённых игроков и на драфте расширения его выбрали «Монреаль Экспос». В апреле 1969 года Биллингем был отправлен в «Хьюстон Астрос» как часть компенсации за переход Расти Стоба.
В 1969 году Биллингем сыграл за «Астрос» 52 игры, одержав шесть побед при семи поражениях с ERA 4,25. После окончания сезона он изменил механику подачи, начав выполнять боковые броски. Летом 1970 года его перевели в стартовую ротацию «Хьюстона». После двух проведённых в команде сезонов, в ноябре 1971 года Биллингема обменяли в «Цинциннати Редс».

### Цинциннати Редс
В сезоне 1972 года Биллингем выиграл двенадцать матчей при двенадцати поражениях, его показатель пропускаемости составил 3,18. В плей-офф он сыграл четыре матча. В следующем чемпионате его эффективность выросла: ERA сократился до 3,04, он выиграл девятнадцать матчей, проиграв десять. По итогам сезона Биллингем стал лучшим питчером Национальной лиги по количеству игр в стартовом составе, страйкаутов и «сухих» матчей. Летом 1973 года он сыграл в Матче всех звёзд лиги. В октябре Биллингем сыграл в двух матчах Чемпионской серии Национальной лиги против «Нью-Йорк Метс». В сезоне 1974 года он снова выиграл девятнадцать матчей, несмотря на проблемы с плечом.
В 1975 году Биллингем выиграл пятнадцать матчей при десяти поражениях, став худшим питчером стартовой ротации команды с пропускаемостью 4,11. Он пропустил игры Чемпионской серии Национальной лиги, но сыграл в трёх матчах победной Мировой серии против «Бостона». Вторую игру Биллингем начал в стартовом составе, в шестой и седьмой — выходил на замену. По ходу чемпионата 1976 года он одержал двенадцать побед, но утратил свои позиции одного из лидеров ротации. В плей-офф он появился на поле только один раз: во втором матче Мировой серии против «Нью-Йорк Янкис» Биллингем провёл на поле 2 2/3 и одержал победу. «Редс» выиграли чемпионский титул второй раз подряд.

### Заключительный этап карьеры
Сезон 1977 года Биллингем завершил с худшим в карьере показателем пропускаемости 5,23. Весной следующего года клуб обменял его в «Детройт Тайгерс». После перехода он провёл хороший сезон, выиграв пятнадцать матчей при десяти поражениях. Показатель ERA Биллингема сократился до 3,88. В регулярном чемпионате он сыграл десять полных игр. В 1979 году тренерский штаб задействовал ветерана в стартовом составе и реливером. Биллингем в десятый раз подряд завершил чемпионат с не менее чем десятью победами. В начале сезона 1980 года его игровое время заметно сократилось и в мае клуб обменял питчера в «Бостон Ред Сокс». Он сыграл за клуб в семи играх и в июне объявил о завершении карьеры. 

### Тренерская деятельность
Закончив играть, Биллингем вернулся во Флориду. С 1980 по 1987 год он управлял магазином спортивных товаров в Касселберри. В 1984 году его избрали в Зал славы «Цинциннати Редс». В 1987 году он получил предложение работы от «Хьюстон Астрос». В течение следующих восемнадцати лет Биллингем тренировал питчеров в командах фарм-системы Астрос из Киссимми, Мартинсвилла и Гринвилла. В 2005 году он вышел на пенсию.